# Hyalinobatrachium chirripoi
Hyalinobatrachium chirripoi és una espècie de granota que viu a Colòmbia, Costa Rica i Panamà.
Està amenaçada d'extinció per la pèrdua del seu hàbitat natural.